# Hema Nagendra Babu Thandarang
Hema Nagendra Babu Thandarang (* 6. Juli 1996) ist ein indischer Badmintonspieler. 

## Karriere
Hema Nagendra Babu Thandarang nahm 2011 an den Commonwealth Youth Games im Badminton teil. 2011 und 2012 startete er bei den Badminton-Juniorenweltmeisterschaften. Bei den Erwachsenen stand er beim India Open Grand Prix Gold 2012 und beim India Open Grand Prix Gold 2014 im Achtelfinale, während er bei den India International 2013 Dritter wurde. Bei der India Super Series 2012 schied er dagegen in der ersten Runde aus. 2011 und 2012 wurde er indischer Juniorenmeister.